# واكابا شيمويغوتشي
واكابا شيمويغوتشي (باليابانية: 下口 稚葉) (2 مايو 1998 في فوكوي في اليابان – )؛ هو لاعب كرة قدم كان يلعب كمدافع.

## وصلات خارجية
- واكابا شيمويغوتشي على موقع رابطة كرة القدم اليابانية للمحترفين (اليابانية)
- واكابا شيمويغوتشي على موقع قاعدة بيانات كرة القدم.إي يو (الإنجليزية)
- واكابا شيمويغوتشي على موقع Soccerway.com (الإنجليزية)
- واكابا شيمويغوتشي على موقع عالم كرة القدم.نت (الإنجليزية)